# Jules Coulon
Jules Louis Richard Coulon (Angleur, 6 dicembre 1918 – ...) è stato un cestista belga.

## Carriera
Con il Belgio ha preso parte alle Olimpiadi di Berlino 1936.